# Сервейер-7
«Серве́йер-7» — седьмая и последняя автоматическая лунная станция НАСА, запущенная по программе «Сервейер». Стартовал 7 января 1968 года, прилунился 10 января того же года в 25,6 км к северу от кратера Тихо. «Сервейер-7» передал на Землю 21 091 изображение лунной поверхности.
«Сервейер-7» стал пятым космическим аппаратом серии «Сервейер», осуществившим мягкую посадку на Луну. В программу полёта входило:
1. осуществить мягкую посадку в области, достаточно удалённой от лунных морей, чтобы обеспечить фотографии поверхности и образцы грунта, существенно отличающиеся от таковых, полученных предыдущими аппаратами;
2. получить телеизображение места посадки;
3. определить относительные распространённости химических элементов и содержание магнитных веществ в лунном грунте;
4. провести манипуляции с лунным грунтом;
5. получить информацию о динамике приземления;
6. получить данные об отражательной способности грунта в радио и инфракрасном диапазонах;
7. провести эксперименты по лазерной связи.

## Приборы и инструменты
- Панорамная телевизионная камера
- Радиолокационный альтиметр
- Альфа-анализатор
- Доплеровский радиолокатор
- Выносной механизм с ковшом-захватом для изучения механических свойств грунта
- Три магнита для обнаружения магнитных веществ в лунном грунте
- Зеркало, с помощью которого были получены стереоскопические пары снимков